# Oncideres diana
Oncideres diana är en skalbaggsart som först beskrevs av Olivier 1792.  Oncideres diana ingår i släktet Oncideres och familjen långhorningar. Inga underarter finns listade i Catalogue of Life.